# Spyglass Media Group
Spyglass Media Group, LLC (wcześniej Spyglass Entertainment) – amerykańska niezależna firma produkcyjna założona w sierpniu 1998 roku przez Gary'ego Barbera i Rogera Birnbauma.
Pierwszą produkcją wytwórni był dramatyczny thriller filmowy Instynkt (1999). W tym samym roku odniosła sukces dzięki produkcji dramatycznego horroru psychologicznego M. Nighta Shyamalana Szósty zmysł, który zarobił 661 milionów dolarów na całym świecie.
W 2002 roku wytwórnia uruchomiła oddział telewizyjny; 13-odcinkowy dramat telewizyjny Cuda jest jednym z seriali wyprodukowanych przez Spyglass.

## Dystrybutorzy zagraniczni
- Village Roadshow (2003–2007): Australia, Nowa Zelandia, Grecja
- Canal+: Francja, Beneluks, Szwecja, Polska
- Sogecable: Hiszpania
- Pony Canyon: Japonia
- Lusomundo: Portugalia
- Forum: Izrael
- Ster-Kinekor: Południowa Afryka[4]